# CSI: Miami (seizoen 9)
Het 9e seizoen van de Thriller Crime Scene Investigation Miami werd uitgezonden (in Amerika) van 3 oktober 2010 tot en met 8 mei 2011.
In Nederland wordt dit seizoen van de serie door RTL 5 uitgezonden en dit gebeurt een half jaar later. Het zevende seizoen bestond uit 22 afleveringen die alle ongeveer 45 minuten duren. In dit seizoen vormen de eerste en laatste aflevering een langer durend verhaal met de laatste/eerste aflevering van het vorige of volgende seizoen. De hoofdrollen worden gespeeld door David Caruso, Emily Procter, Adam Rodriguez, Jonathan Togo, Rex Linn, Eva LaRue, Omar Benson Miller.
De dvd van het vierde seizoen zal op 27 september 2011 worden uitgegeven in Amerika, Canada en Bermuda, voor Europa is dit nog onbekend.

## Rolverdeling
| David Caruso        | Horatio Caine     | Gehele seizoen             | Gehele seizoen             | Gehele seizoen             | Gehele seizoen             | Gehele seizoen             | Gehele seizoen             | Gehele seizoen             | Gehele seizoen             | Gehele seizoen             | Gehele seizoen             | Gehele seizoen             | Gehele seizoen             | Gehele seizoen             | Gehele seizoen             | Gehele seizoen             | Gehele seizoen             | Gehele seizoen             | Gehele seizoen             | Gehele seizoen             | Gehele seizoen             | Gehele seizoen             | Gehele seizoen             |
| Emily Procter       | Calleigh Duquesne | Gehele seizoen             | Gehele seizoen             | Gehele seizoen             | Gehele seizoen             | Gehele seizoen             | Gehele seizoen             | Gehele seizoen             | Gehele seizoen             | Gehele seizoen             | Gehele seizoen             | Gehele seizoen             | Gehele seizoen             | Gehele seizoen             | Gehele seizoen             | Gehele seizoen             | Gehele seizoen             | Gehele seizoen             | Gehele seizoen             | Gehele seizoen             | Gehele seizoen             | Gehele seizoen             | Gehele seizoen             |
| Adam Rodriguez      | Eric Delko        | Gehele seizoen             | Gehele seizoen             | Gehele seizoen             | Gehele seizoen             | Gehele seizoen             | Gehele seizoen             | Gehele seizoen             | Gehele seizoen             | Gehele seizoen             | Gehele seizoen             | Gehele seizoen             | Gehele seizoen             | Gehele seizoen             | Gehele seizoen             | Gehele seizoen             | Gehele seizoen             | Gehele seizoen             | Gehele seizoen             | Gehele seizoen             | Gehele seizoen             | Gehele seizoen             | Gehele seizoen             |
| Jonathan Togo       | Ryan Wolfe        | Gehele seizoen             | Gehele seizoen             | Gehele seizoen             | Gehele seizoen             | Gehele seizoen             | Gehele seizoen             | Gehele seizoen             | Gehele seizoen             | Gehele seizoen             | Gehele seizoen             | Gehele seizoen             | Gehele seizoen             | Gehele seizoen             | Gehele seizoen             | Gehele seizoen             | Gehele seizoen             | Gehele seizoen             | Gehele seizoen             | Gehele seizoen             | Gehele seizoen             | Gehele seizoen             | Gehele seizoen             |
| Rex Linn            | Frank Tripp       | Gehele seizoen             | Gehele seizoen             | Gehele seizoen             | Gehele seizoen             | Gehele seizoen             | Gehele seizoen             | Gehele seizoen             | Gehele seizoen             | Gehele seizoen             | Gehele seizoen             | Gehele seizoen             | Gehele seizoen             | Gehele seizoen             | Gehele seizoen             | Gehele seizoen             | Gehele seizoen             | Gehele seizoen             | Gehele seizoen             | Gehele seizoen             | Gehele seizoen             | Gehele seizoen             | Gehele seizoen             |
| Eva LaRue           | Natalia Boa Vista | Gehele seizoen             | Gehele seizoen             | Gehele seizoen             | Gehele seizoen             | Gehele seizoen             | Gehele seizoen             | Gehele seizoen             | Gehele seizoen             | Gehele seizoen             | Gehele seizoen             | Gehele seizoen             | Gehele seizoen             | Gehele seizoen             | Gehele seizoen             | Gehele seizoen             | Gehele seizoen             | Gehele seizoen             | Gehele seizoen             | Gehele seizoen             | Gehele seizoen             | Gehele seizoen             | Gehele seizoen             |
| Omar Benson Miller  | Walter Simmons    | Gehele seizoen             | Gehele seizoen             | Gehele seizoen             | Gehele seizoen             | Gehele seizoen             | Gehele seizoen             | Gehele seizoen             | Gehele seizoen             | Gehele seizoen             | Gehele seizoen             | Gehele seizoen             | Gehele seizoen             | Gehele seizoen             | Gehele seizoen             | Gehele seizoen             | Gehele seizoen             | Gehele seizoen             | Gehele seizoen             | Gehele seizoen             | Gehele seizoen             | Gehele seizoen             | Gehele seizoen             |
| Eddie Cibrian       | Jesse Cardoza     |                            |                            |                            |                            |                            |                            |                            |                            |                            |                            |                            |                            |                            |                            |                            |                            |                            |                            |                            |                            |                            |                            |
| Christian Clemenson | Dr. Tom Loman     | Gehele seizoen als gastrol | Gehele seizoen als gastrol | Gehele seizoen als gastrol | Gehele seizoen als gastrol | Gehele seizoen als gastrol | Gehele seizoen als gastrol | Gehele seizoen als gastrol | Gehele seizoen als gastrol | Gehele seizoen als gastrol | Gehele seizoen als gastrol | Gehele seizoen als gastrol | Gehele seizoen als gastrol | Gehele seizoen als gastrol | Gehele seizoen als gastrol | Gehele seizoen als gastrol | Gehele seizoen als gastrol | Gehele seizoen als gastrol | Gehele seizoen als gastrol | Gehele seizoen als gastrol | Gehele seizoen als gastrol | Gehele seizoen als gastrol | Gehele seizoen als gastrol |

## Afleveringen
| Nr. | Titel aflevering                   | Geregisseerd door | Geschreven door                         | Uitzenddatum VS  | Uitzenddatum Nederland |
| --- | ---------------------------------- | ----------------- | --------------------------------------- | ---------------- | ---------------------- |
| 1   | "Fallen" (deel 2)                  | Sam Hill          | Tamara Jaron                            | 3 oktober 2010   | 13 maart 2011          |
| 2   | "Sudden Death"                     | Matt Earl Beesley | Corey Evett & Matt Partney              | 10 oktober 2010  | 20 maart 2011          |
| 3   | "See No Evil"                      | Gina Lamar        | Krystal Houghton                        | 17 oktober 2010  | 5 juni 2011            |
| 4   | "Manhunt"                          | Don Tardino       | Marc Dube                               | 24 oktober 2010  | 12 juni 2011           |
| 5   | "Sleepless in Miami"               | Sam Hill          | Brian Davidson                          | 31 oktober 2010  | 19 juni 2011           |
| 6   | "Reality Kills"                    | Marco Black       | Melissa Scrivner                        | 14 november 2010 | 26 juni 2011           |
| 7   | "On the Hook"                      | Tim Story         | Scott Landy                             | 21 november 2010 | 3 juli 2011            |
| 8   | "Happy Birthday" (200e aflevering) | Sam Hill          | Barry O'Brien & Marc Dube               | 5 december 2010  | 10 juli 2011           |
| 9   | "Blood Sugar"                      | Rod Holcomb       | Gregory Bassenian                       | 12 december 2010 | 17 juli 2011           |
| 10  | "Match Made in Hell"               | Eric Mirich       | Brett Mahoney                           | 2 januari 2011   | 24 juli 2011           |
| 11  | "F-T-F"                            | David Arquette    | Melissa Scrivner & K. David Bena        | 9 januari 2011   | 31 juli 2011           |
| 12  | "Wheels Up"                        | Sam Hill          | Corey Evett & Matt Partney              | 16 januari 2011  | 7 augustus 2011        |
| 13  | "Last Stand"                       | Matt Earl Beesley | Brian Davidson                          | 20 februari 2011 | 14 augustus 2011       |
| 14  | "Stoned Cold"                      | Allison Liddi     | Tamara Jaron                            | 27 februari 2011 | 21 augustus 2011       |
| 15  | "Blood Lust"                       | Gina Lamar        | Krystal Houghton Ziv                    | 6 maart 2011     | 8 januari 2012         |
| 16  | "Hunting Ground"                   | Adam Rodriguez    | Adam Rodriguez                          | 13 maart 2011    | 15 januari 2012        |
| 17  | "Special Delivery"                 | Allison Liddi     | Michael McGrale                         | 20 maart 2011    | 22 januari 2012        |
| 18  | "About Face"                       | Sam Hill          | Corey Evett & Matt Partney              | 27 maart 2011    | 29 januari 2012        |
| 19  | "Caged"                            | Larry Detwiler    | Tamara Jaron & K. David Bena            | 10 april 2011    | 5 februari 2012        |
| 20  | "Paint It Black"                   | Gina Lamar        | Krystal Houghton Ziv & Melissa Scrivner | 17 april 2011    | 12 februari 2012       |
| 21  | "G.O."                             | Matt Earl Beesley | Brett Mahoney                           | 1 mei 2011       | 19 februari 2012       |
| 22  | "Mayday" (deel 1)                  | Adam Rodriguez    | Marc Dube & Barry O'Brien               | 8 mei 2011       | 26 februari 2012       |